# Gørild Mauseth
Gørild Mauseth, née le 24 avril 1972 à Kjøllefjord, dans la municipalité de Lebesby, (Norvège), est une actrice norvégienne.

## Biographie
Après avoir obtenu son diplôme de l'Académie nationale norvégienne de théâtre, Gørild Mauseth travaille à la fois à la Den Nationale Scene et au Nationaltheatret (Théâtre national). Elle est surtout connue pour ses rôles au cinéma et à la télévision, dont Deadline Torp (no) (2005) et Når mørket er forbi (2000). En 2001, elle est l'une des Shooting Stars des films européens de l'European Film Promotion.
Mauseth remporte le prix Amanda du meilleur début en 1998 pour son rôle dans le film de 1997 La Morsure du froid (Brent av frost). Une controverse éclate lorsque la Norwegian Broadcasting Corporation (NRK) montre ensuite une scène hors contexte et sans autorisation. La NRK est initialement condamnée pour utilisation non autorisée du clip, puis acquittée par une cour d'appel comme relevant de la doctrine du droit de citer norvégienne, mais est finalement condamnée par la Cour suprême.
Mauseth est mariée au réalisateur et producteur italien Tommaso Mottola, et le couple vit d'abord à Rome avant de déménager dans le hameau de Kjøllefjord dans le nord de la Norvège,.

## Filmographie partielle

### Au cinéma
- 1993 : Telegrafisten
- 1996 : Black & Decker
- 1997 : Brent av frost
- 2000 : Når mørket er forbi
- 2000 : Når nettene blir lange
- 2017 : Karenina & I

### À la télévision
- 2005 : Deadline Torp (no)
- 2017 : Monster : Margot van Gebert